# Ivan Palazzese
Ivan Palazzese, född den 2 januari 1962 i Alba Adriatica, Italien, död den 28 maj 1989 i Hockenheim, Tyskland, var en venezuelansk roadracingförare.

## Roadracingkarriär
Palazzese gjorde sin VM-debut i 125GP 1977, innan han blev sjua i klassen såväl 1980 som 1981. År 1982 gjorde Palazzese sin bästa säsong, då han vann tävlingarna i Sverige och Finland, samt slutade trea totalt. Efter det nådde Palazzese aldrig samma framgångar i 250GP. han avled på Hockenheim under ett VM-lopp 1989, då han vurpade och blev överkörd av en annan förare.

## Segrar 125GP
| Nr | Grand Prix | År   |
| -- | ---------- | ---- |
| 1  | Sverige    | 1982 |
| 2  | Finland    | 1982 |